# Liste der Weihbischöfe von Sabina
Die folgenden Personen waren Weihbischöfe des Suburbikarischen Bistums Sabina (Sitz in Poggio Mirteto, Provinz Rieti, Region Latium, Italien):
- Giovanni Battista Piccolomini (18. Februar 1630–20. Juni 1633)
- Brandimarte Tommasi (26. September 1633–22. Juli 1648)
- Quintilianus Gentilucci (12. April 1649–1676)
- Camillus Sanseverino, CR (19. Oktober 1676–30. Oktober 1679)
- Ulysses Rossi (1. September 1681)
- Ascanio Blasi (11. Dezember 1702–26. Januar 1705)
- Venanzio (Melchiorre) Simi, OSB (2. März 1705–18. November 1712)
- Simone Marco Palmerini (30. Januar 1713–1. Juli 1716)
- Flaminio Dondi, OFMObs (12. April 1717–20. November 1724)
- Antonio Maria Santoro, OM (21. März 1725–9. Juni 1732)
- Eustachius Entreri, OM (21. Juli 1732–3. März 1738)
- Deodato Baiardi, OSH (3. März 1738–18. Dezember 1747)
- Laurentius Odorisi (18. Dezember 1747)
- Francesco Maria Forlani (23. September 1750–19. Dezember 1757)
- Giulio Matteo Natali (19. Dezember 1757–5. Juni 1765)
- Giovanni Battista Bruni, SchP (5. August 1765–21. September 1771)
- Antonio Leli (16. Dezember 1771–2. Februar 1779)
- Joseph Corari (3. August 1789–1819)
- Anselmo Basilici (Koadjutorbischof: 19. Dezember 1814–25. Mai 1818)
- Guilelmus Zerbi (2. Oktober 1818–27. Juni 1825)
- Francisco Spolverini (3. Juli 1826–30. September 1834)
- Francesco de’ Marchesi Canali (30. September 1834–8. Juli 1839)
- Domenico Angelini (8. Juli 1839–26. Juni 1851)
- Nicola Abrate (27. Januar 1842–Feb 1848)
- Francesco Giuseppe Gandolfi (14. April 1848–24. September 1868)
- Francesco Tavani (21. März 1873–10. März 1905)
- Placido Petacci (12. Mai 1879–13. Dezember 1880)
- Vincenzo Anivitti (13. Dezember 1880–29. Mai 1881)
- Benedetto Mariani (4. August 1881–19. August 1891)
- Bartolomeo Mirra (15. März 1898–31. August 1908)
- Pacifico Fiorani (15. April 1907–4. Juli 1908)
- Giovanni Andrea Masera (2. Dezember 1912–13. Juni 1921)
- Antonio Micozzi (22. Juli 1921–23. Dezember 1927)
- Federico Emanuel (Emmanuel), SDB (18. April 1929–12. November 1936)
- Domenico Ettorre (19. November 1936–1. Juli 1940)
- Egidio Luigi Lanzo, OFMCap (9. August 1940–22. Januar 1943)
- Domenico Fiori (19. Juni 1943–4. August 1948)
- Tarcisio Vincenzo Benedetti, OCD (10. Juni 1949–11 Nov 1952)
- Alberto Castelli (28. Januar 1953–1957)
- Jolando Nuzzi (8. August 1959–20. Mai 1961)
- Marco Caliaro CS (Weihbischof: 10. Februar 1962; anschließend von 23. Mai 1962 bis 9. Januar 1988 Bischof)
- Salvatore Boccaccio (Koadjutorbischof: 17. März 1992; anschließend von 30. Juli 1992 bis 9. Juli 1999 Bischof)